# Panorpa ophtalmica
Panorpa ophtalmica är en näbbsländeart som först beskrevs av Navás 1911.  Panorpa ophtalmica ingår i släktet Panorpa och familjen skorpionsländor. Inga underarter finns listade i Catalogue of Life.